# Hypertable
HypertableはオープンソースのBigTable互換プロジェクトである。このプロジェクトはGoogle社のBigTable論文に記載されている概念、及び数年におよぶ大規模データ処理タスクに取り組んだエンジニアの経験に基づいている。
2016年3月、財務的な問題から商用サービス及び積極的な開発を中止すると発表された。

## スポンサー
HypertableはZvents社において社内ソフトウェアとして開発され、最近百度社が新規スポンサーとなった。